# Уроки темноты
«Уроки темноты» или «Уроки тьмы» (нем. Lektionen in Finsternis) — псевдодокументальный среднеметражный фильм режиссёра Вернера Херцога, вышедший на экраны в 1992 году.

## Сюжет
Фильм рассказывает о последствиях войны в Персидском заливе для Кувейта, в частности о нефтяных пожарах (англ. Kuwaiti oil fires), хотя ни разу не упоминается ни эта война, ни название государства. Повествование разделено на 13 частей-глав. Единственный актёр — сам Вернер Херцог, который ведёт повествование за кадром. Бо́льшая часть съёмок сделана с вертолёта и с рубежа пожаротушений.
I. Столица
С высоты птичьего полёта показан Кувейт. Рассказчик заявляет, что над городом повисла опасность, о которой никто из жителей пока не подозревает.
II. Война
Показаны кадры войны, которая «длилась всего несколько часов, но принесла огромные разрушения».
III. После войны
Показаны кости на земле и разрушения на месте столицы и близлежащих нефтедобывающих заводов.
IV. Камера пыток
Интервью с женщиной, у которой вражеские солдаты убили сыновей.
V. Национальный парк Сатаны
Нефть затопила сады, и те погибли. Показаны целые озёра разлившейся нефти, которая кое-где горит.
VI. Детство
Интервью с женщиной и её маленьким сыном. Год назад вражеские солдаты убили её мужа и мучали маленького сына.
VII. … И клубится словно печной дым…
Показаны многочисленные очаги горящей нефти.
VIII. Паломничество
Показаны пожарные за работой.
IX. Тропою ящера
Показано тушение пожаров с помощью тяжёлой спецтехники.
X. Протуберанцы
Показана кипящая, но не горящая нефть.
XI. Иссякший родник
Рабочие останавливают нефть, бьющую под огромным давлением из разрушенных скважин.
XII. Жизнь без огня
Пожарные вновь поджигают с помощью факелов бьющую нефть. «Теперь они довольны — ведь у них снова есть что тушить».
XIII. О боже, я так устал вздыхать; пусть ночь придёт
Показаны горящие очаги нефти

## Саундтрек
- Эдвард Григ — «Пер Гюнт»
- Густав Малер — «Симфония № 2»
- Арво Пярт — «Stabat Mater»
- Сергей Прокофьев — «Соната для двух скрипок»
- Франц Шуберт — «Notturno»
- Джузеппе Верди — «Реквием»
- Рихард Вагнер — «Золото Рейна», «Парсифаль» и «Гибель богов»

## Факты
- Стиль фильма — документальные события, описываемые в неожиданном ракурсе — позднее будет использован Херцогом в его ленте «Далёкая синяя высь» (2005).
- Гран-при Мельбурнского международного кинофестиваля (англ. Melbourne International Film Festival) в 1993 году[1].
- На показе фильма в рамках Берлинского кинофестиваля зрители подвергли Херцога жёсткой критике за эстетизацию насилия (англ. aestheticization of violence), допущенную, по их мнению, в ленте[2].
- Цитата Блеза Паскаля в начале ленты выдумана самим Херцогом.